# Komuniści Rosji
Komuniści Rosji (ros. Коммунисты России) – rosyjska partia polityczna założona w 2012 roku. Reprezentuje ideologie komunizmu oraz marksizmu-leninizmu. W wyborach regionalnych w 2012 roku uzyskała 2-3,5% głosów oraz 2 miejsca w radzie miasta Karaczajewsk.